# Pselliophora margarita
Pselliophora margarita är en tvåvingeart som först beskrevs av Alexander 1965.  Pselliophora margarita ingår i släktet Pselliophora och familjen storharkrankar. Inga underarter finns listade i Catalogue of Life.